# Tokyo Marui
Tokyo Marui (jap. 株式会社東京マルイ Kabushiki-gaisha Tōkyō Marui) – japońska firma produkująca repliki broni typu ASG. Głównym rynkiem zbytu replik ASG produkcji TM jest Japonia, aczkolwiek chętnie sprowadzane są także do wielu krajów całego świata przez lokalnych dystrybutorów.

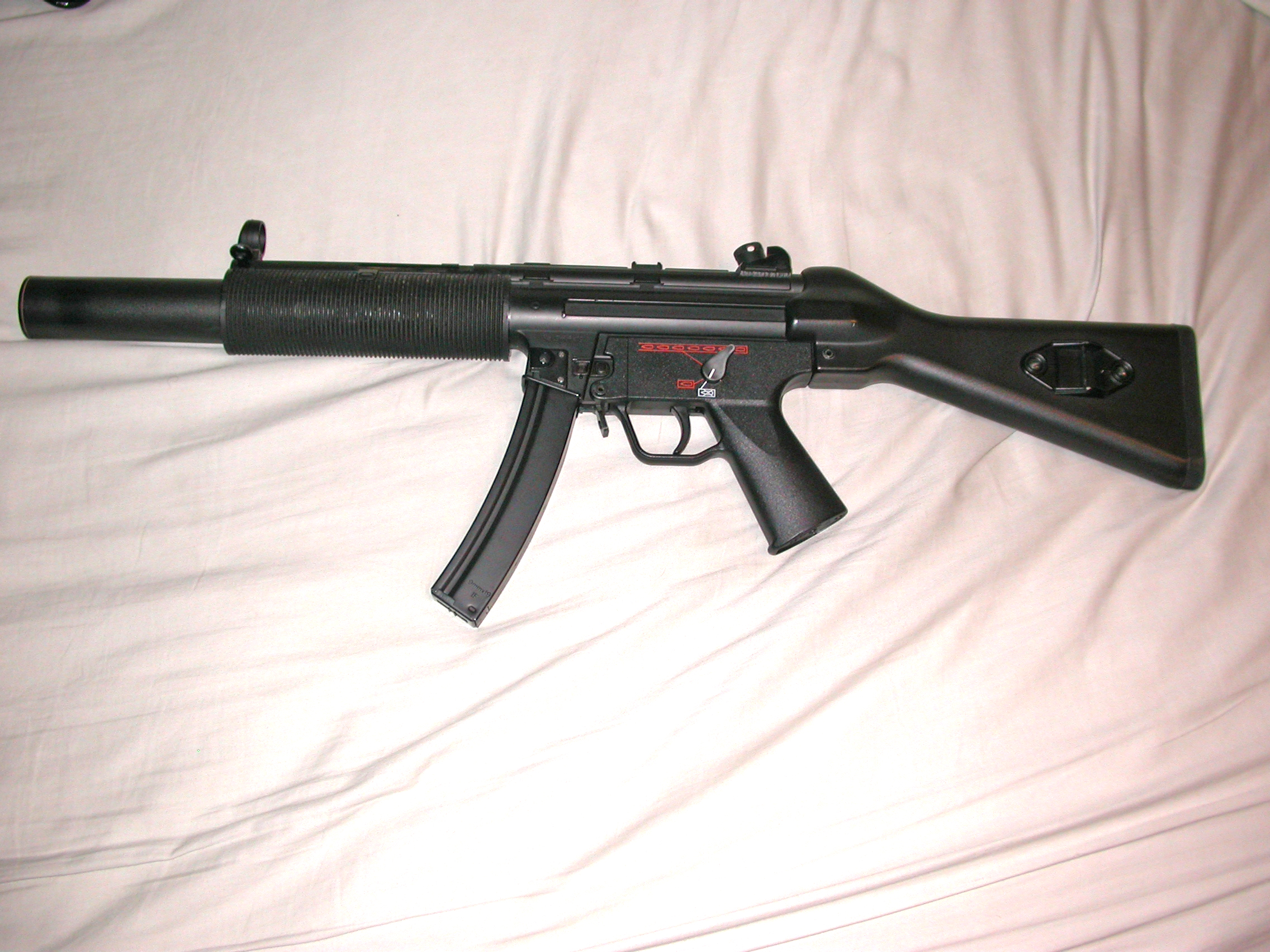
Pistolet Maszynowy Tokyo Marui MP5-SD5

Tokyo Marui produkuje kilka typów replik:

## Karabinki szturmowe i pistolety maszynoweAEG(AEG – Air Electric Gun)
Tokyo Marui wśród użytkowników ASG najbardziej znana jest z produkcji wysokiej jakości replik elektrycznych. Charakteryzują się one:
- Korpusem z tworzywa sztucznego ABS (aczkolwiek niektóre z nowszych pozycji posiadają metalowy korpus)
- Metalowym mechanizmem
- Niemodyfikowane, zazwyczaj wystrzeliwują kulki o wadze 0,20 g z prędkością większą niż 300 FPS (feet per second)

Repliki AEG Tokyo Marui dostępne są w kilku seriach:
- Colt – rodzina AR15: M4A1, M4A1 RIS, M4 S-System, M16VN (z okresu wojny wietnamskiej), M16A1, M16A2, M733 Commando, XM177E2 (ob. nie produkowany), CAR15(ob. nie produkowany)
- FN Herstal MK17 mod 0 ,MK 17 mod 0 (cqb) MK16 mod 0,MK16 mod 0 (cqb)
- Stoner: SR-16
- H&K – rodzina MP5: A4, A5, SD5, SD6, J-Type, RAS (autorski design Tokyo Marui), K, K PDW
- H&K – rodzina G3: G3A3 (ob. nie produkowany), G3A4 (ob. nie produkowany), G3 SG/1, G3SAS (autorski design Tokyo Marui), MC51 (ostra wersja produkowana przez FN UK, nie H&K), PSG1
- H&K – pozostałe: G36C
- AK: AK-47, AK-47S, AK-47 Beta-Spetsnaz(autorski design Tokyo Marui), AK74MN oraz AKS74U(Z elektrycznym Blow-Backiem)
- Bullpupy: Steyr AUG (wersja cywilna), Steyr AUG (wersja wojskowa, ob. nie produkowany), P90, P90-TR, FAMAS F1, FAMAS SV ("Wersja Super" – Super Version)
- Inne: SG550 (ob. nie produkowany), SG551 (ob. nie produkowany), SG552 Seals, M1A1 Thompson, M14 (Dostępny w trzech odmianach kolorystycznych: Olive Drab, Flat Black i Fake Wood) oraz w wersji SOCOM, JSDF Type 89.

## Karabiny i pistolety sprężynowe
Tokyo Marui produkuje również karabiny, pistolety samopowtarzalne i karabinki o napędzie sprężynowym, dla graczy z niższym budżetem (od 200 do 400 zł):
- XM177E2
- M16A1
- MP5 A3
- G3A3

TM produkuje także sprężynowe repliki karabinów snajperskich takie jak:
- VSR-10 Real Shock (285 fps*)
- VSR-10 Pro Sniper (275 fps*)
- VSR-10 G-Spec (300 fps*)

- (*) w nawiasach podano prędkości wylotowe kulki o masie 0.2g

## Pistolety
W ofercie TM dostępne są również gazowe pistolety (Gas Blow Back GBB):
- Beretta M92
- Beretta Tactical Master
- Desert Eagle (dostępny także w wersji Chrome Stainless – imitacja powłoki chromowanej, a także w wersjach limitowanych)
- Glock 26
- Glock 26 Advance
- Glock 17 (produkowane od roku 2007)
- Hi-Capa 5.1
- Hi-Capa 4.3
- Sig Sauer P226 (dostępny w wersji Chrome Stainless – imitacja powłoki chromowanej)
- Colt M1911A1
- MEU (SOC)
- Five Seven
- MP7

I pistolety gazowe ze stałym zamkiem (NBB):
- Steyr GB
- Heckler & Koch MK23 Mod 0 .45 ACP (SOCOM)
- AMT Hardballer

Tokyo Marui produkuje również elektryczne repliki pistoletów i pistoletów maszynowych ze stałym zamkiem (Airsoft Electric Pistols (AEP))
- Glock 18C
- Beretta 93R
- Heckler & Koch USP .40 S&W (który w przeciwieństwie do oryginału posiada możliwość strzelania serią)
- Heckler & Koch MP7A1
- Scorpion Wz.61 .32 ACP
- Ingram Mac 10